# 1984年の航空
< 1984年
1983年の航空 - 1984年の航空 - 1985年の航空

## 航空に関する出来事
- 1月12日 - アメリカ海兵隊に、AV-8B ハリアーIIの配属が始まった。
- 2月29日 - アエロスパシアル社（現ユーロコプター社）が開発した軍用双発ヘリコプター、AS 565 パンテルが初飛行した。
- 5月7日 - スイスの練習機、ピラタス PC-9が初飛行した。
- 5月15日 - イタリアとブラジルが国際共同開発した全天候攻撃機、AMXが初飛行した。
- 6月16日 - フロンティア航空が、エミリー・ワーナーとバーバラ・クックの2人の女性クルーで飛行し、女性だけのクルーによる初の旅客飛行となった。
- 6月18日 - ドイツ人のグンター・ローヘルト(Günther Rochelt)が率いるチームにより開発、製作された人力飛行機、マスキュレアー1が1/2マイル離れた2点を旋回する8の字飛行に成功し、アメリカ人以外を対象としたクレーマー・8の字飛行賞を獲得した。
- 6月22日 - ヴァージン・アトランティック航空が運行を開始した。
- 6月22日 - 1996年に無着陸・無給油での世界一周飛行を成功させるルータン ボイジャーが初飛行した。
- 7月2日 - ミラージュ2000が配備された。
- 7月25日 - ソビエト連邦の女性宇宙飛行士、スベトラーナ・サビツカヤが女性として初の宇宙遊泳を行った。
- 8月16日 - コミューター機のATR 42が初飛行した。
- 8月16日 - 中国、哈爾浜飛機製造公司（HAMC）の旅客機、Y-12が初飛行した。

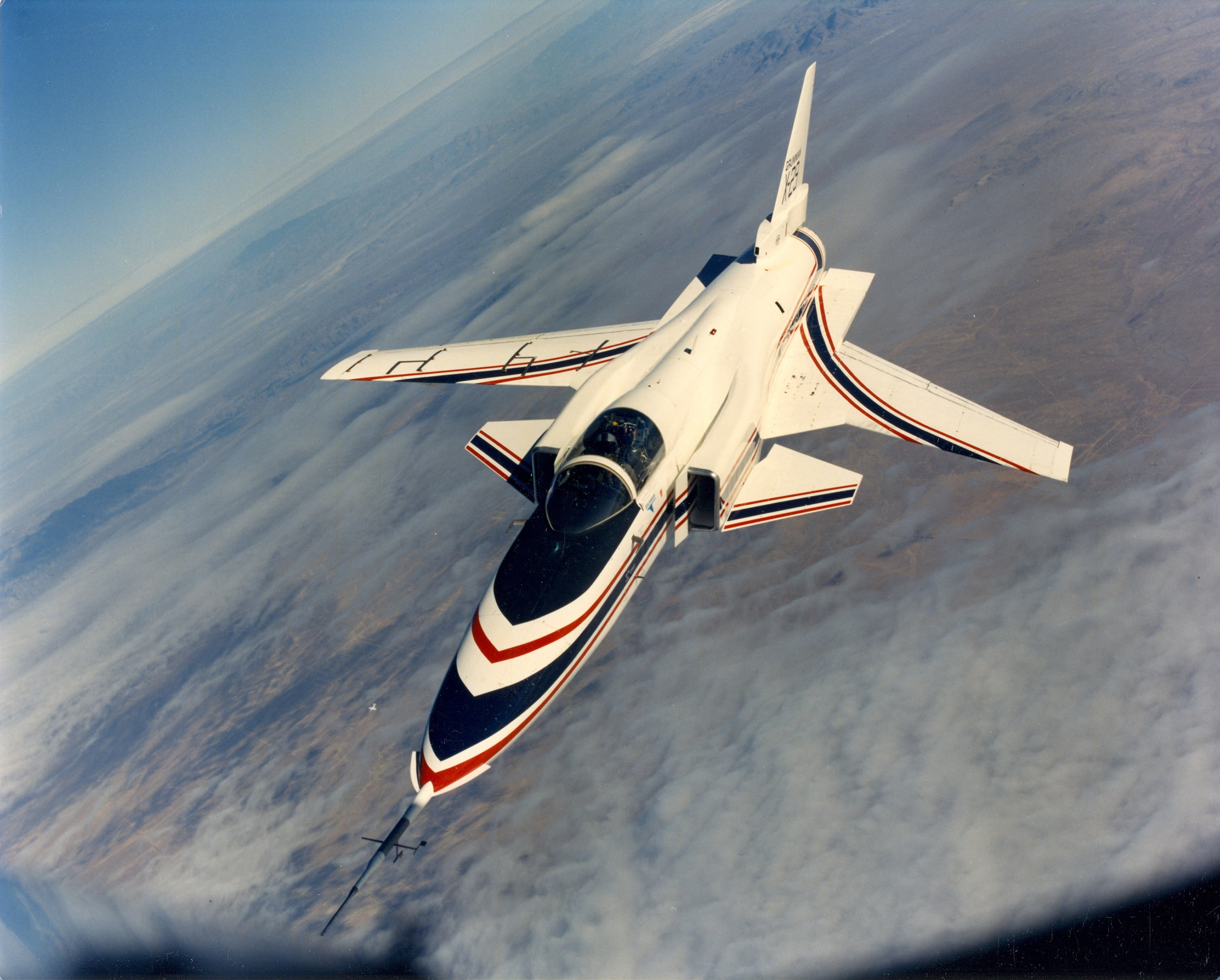
グラマンX-29

- 8月30日 - 3機目のスペースシャトル、ディスカバリーが最初のミッションをおこなった。
- 9月14日〜18日 - ジョセフ・キッティンガーが気球で、最初の単独大西洋横断飛行に成功した。
- 9月21日 - ビジネスジェット、ダッソー ファルコン 900が初飛行した。
- 10月5日 - スペースシャトル、チャレンジャーで飛行した女性宇宙飛行士キャサリン・D・サリバンが宇宙遊泳した。
- 10月6日 - アルゼンチンの練習機FMA IA 63 パンパが初飛行した。
- 12月1日 - NASAがボーイング720で衝突試験を行った（制御された衝撃実演を参照）。
- 12月14日 - 前進翼の実験機、グラマンX-29が初飛行した。

## 1984年に初飛行した機体の画像

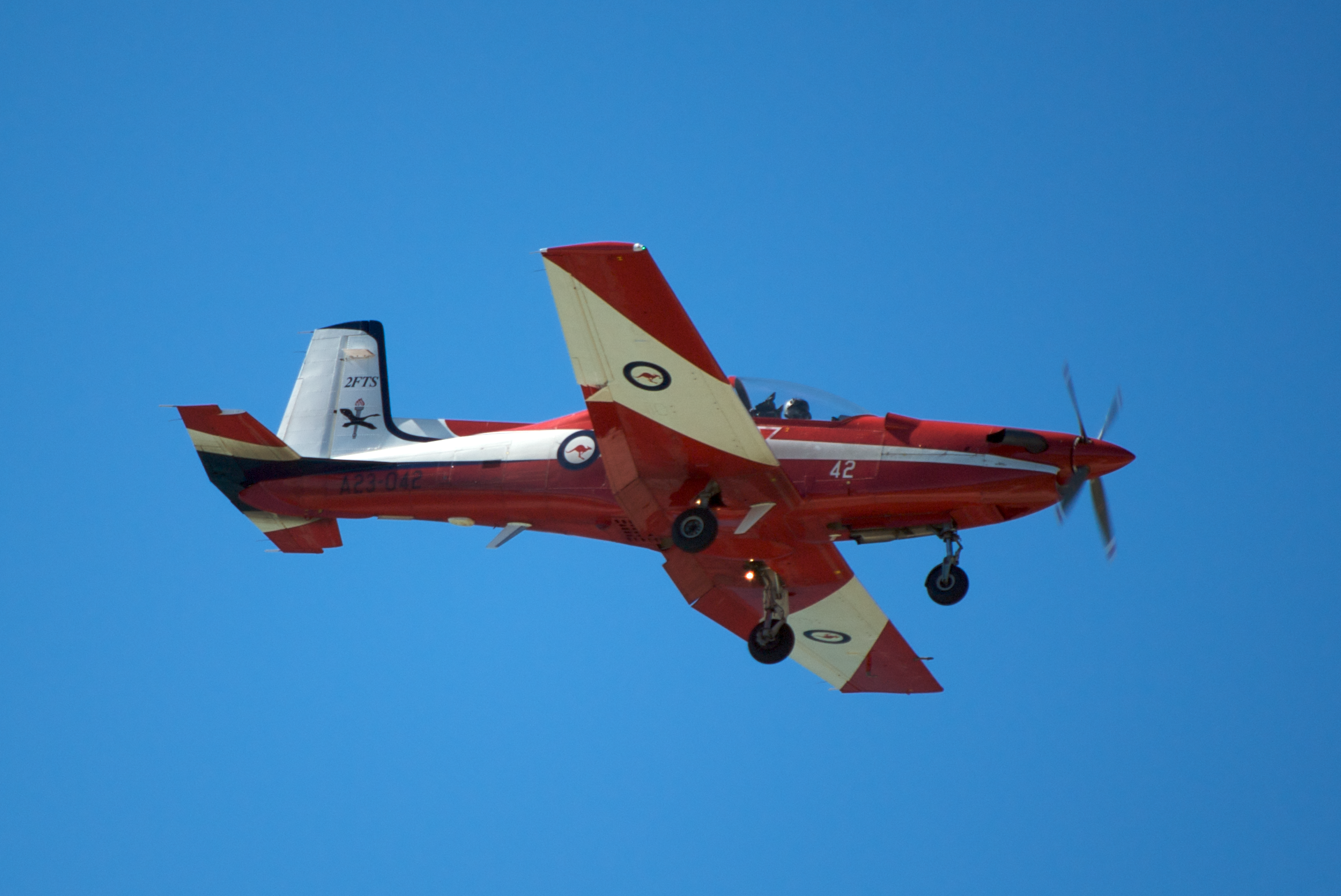
ピラタス PC-9 （5月7日）
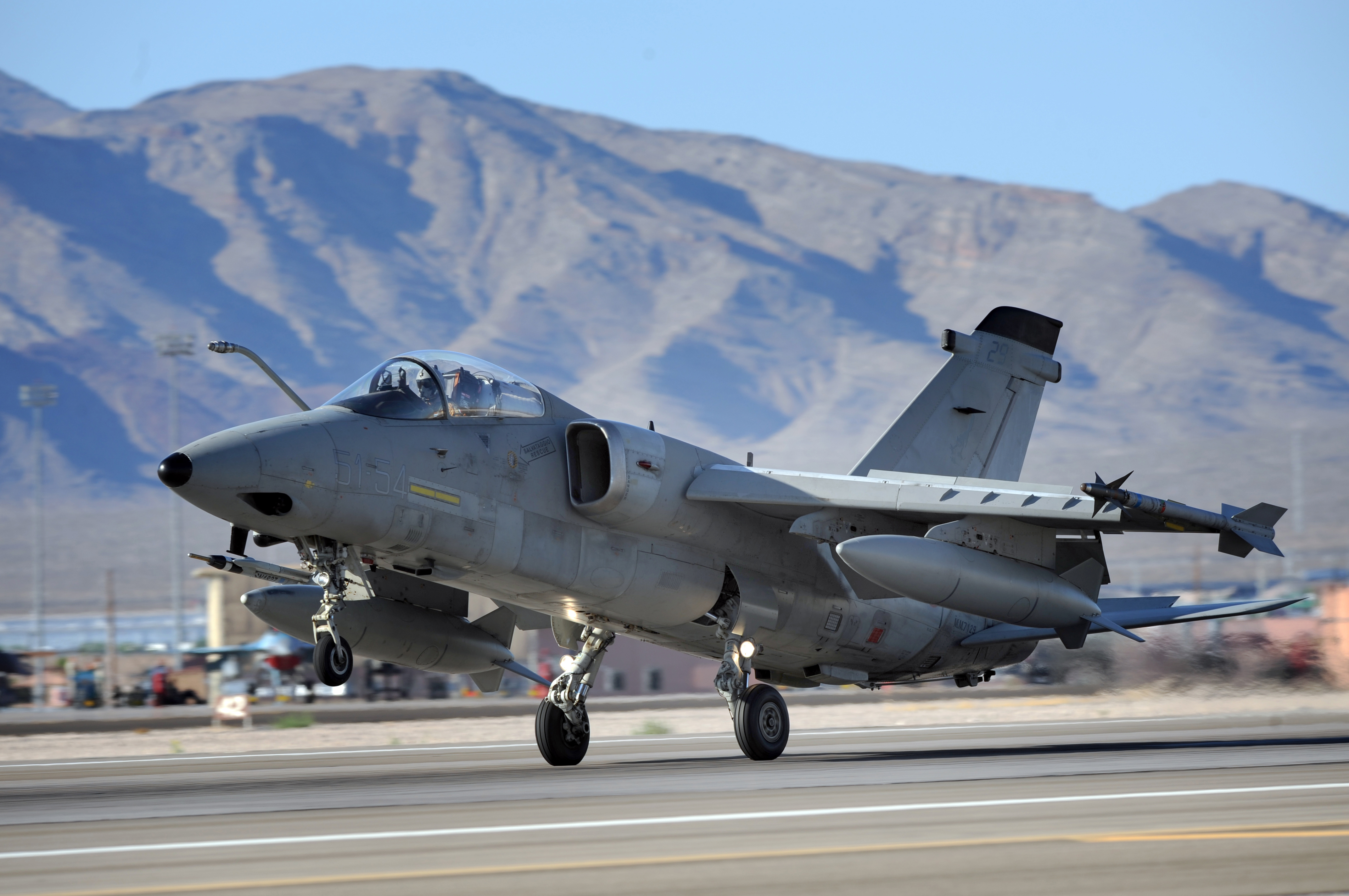
AMX （5月14日）
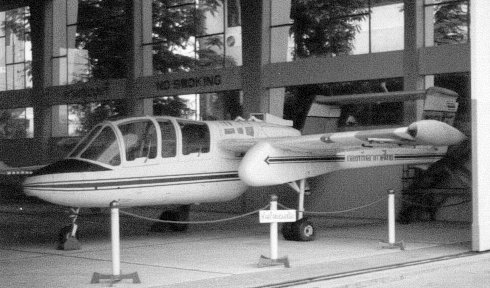
RTAF-5 （10月5日）

## 航空に関する賞の受賞者
- ハーモン・トロフィー：バリー・ゴールドウォーター、ブルック・ナップ
- デラボー賞：ロバート・クリッペン (USA)、レオニード・キジム (USSR)、スベトラーナ・サビツカヤ (USSR)
- FAI・ゴールド・エア・メダル：J.D.R.タタ
- イギリス飛行クラブ金賞：クランシー・ライオール(Clancy Lyall)--パラシューティスト